# Aquamarine (film)
Aquamarine è un film nel 2006 diretto da Elizabeth Allen.
Si tratta di una commedia fantasy adolescenziale, con protagonisti la cantante JoJo, Emma Roberts e Sara Paxton. Il film è vagamente basato sul libro per bambini Aquamarine di Alice Hoffman.
In Italia il film è uscito il 19 maggio 2006, incassando, durante il primo fine settimana di programmazione, solo 6095 €.

## Trama
Le migliori amiche, Claire Brown e Hailey Rogers, stanno trascorrendo gli ultimi giorni delle vacanze estive nella loro piccola cittadina balneare di Baybridge, vicino a Tampa, in Florida, prima che Hailey debba trasferirsi in Australia a causa del lavoro di sua madre, una biologa marina. Hailey prega gli dèi dell'oceano affinché un miracolo possa far cambiare idea a sua madre riguardo al trasloco; pochi minuti dopo, si scatena una violenta tempesta. La mattina seguente, Claire cade accidentalmente nella piscina locale e nota qualcosa in acqua che gli altri non riescono a vedere. La notte successiva, le ragazze si intrufolano nella piscina e scoprono improvvisamente una sirena di nome Aquamarine, trascinata lì dalla tempesta. Aquamarine fa amicizia con loro e spiega di essere scappata di casa perché costretta a un matrimonio combinato dal padre.
Aquamarine rivela di avere la capacità di trasformare la sua coda in gambe durante il giorno, ma spiega che tornerà a essere una sirena se entrerà in contatto con l'acqua o con la luce della luna. Tuttavia, viene contattata da suo padre tramite una conchiglia (che utilizza a mo' di telefono), che le ordina di tornare a casa per sposarsi. Aquamarine decide allora di proporre una scommessa a suo padre: dovrà dimostrare entro tre giorni che l'amore esiste, poiché tra le sirene si considera l'amore un mito e i matrimoni sono combinati dai genitori. Se non ci riuscirà, Aquamarine accetterà di sposarsi. La sirena concentra subito le sue attenzioni su Raymond, un affascinante bagnino per il quale Hailey e Claire hanno una cotta da anni. Anche se inizialmente sono riluttanti ad aiutarla a farsi notare, accettano dopo che Aquamarine afferma che chiunque aiuti una sirena avrà in cambio un desiderio, sperando di usare questo desiderio per impedire ad Hailey di trasferirsi.
Non comprendendo i comportamenti degli esseri umani, Aquamarine viene rifiutata da Raymond al loro primo incontro. Hailey e Claire promettono di far innamorare Raymond di lei nei successivi tre giorni, utilizzando le strategie apprese dalle riviste per adolescenti. La missione si rivelerà più ardua con l'arrivo di Cecilia, la viziata figlia del meteorologo locale che da tempo tormenta Hailey e Claire. Quando Cecilia scopre che anche Aquamarine ha una cotta per Raymond, poiché è interessata a lui, tenta di sabotare in tutti i modi i piani della sirena.
Dopo aver passato del tempo insieme alla fiera, Raymond inizia a interessarsi ad Aquamarine e le chiede di venire alla festa degli Ultimi Spruzzi, l'annuale celebrazione di fine estate, alla quale Aquamarine accetta di partecipare. Come sistemazione temporanea, Hailey e Claire decidono di far vivere la sirena nel serbatoio d'acqua della città, e Aquamarine accetta con entusiasmo, essendo l'acqua il suo elemento naturale. Il giorno successivo, le tre ragazze vanno in città a fare shopping per comprare ad Aquamarine un vestito adatto per la festa. Tuttavia, dopo aver completato gli acquisti, le amiche di Cecilia rivelano ad Aquamarine che Raymond porterà Cecilia e non lei alla festa. Sconvolta, Aquamarine è sul punto di tornare a casa, ma Hailey la convince a restare e a non arrendersi, poiché sia lei che Claire conoscono bene Raymond e sono convinte che ci sia qualcosa che non va. Infatti, Claire, andata da Raymond per chiarimenti, scopre che Cecilia ha mentito, dicendogli che Aquamarine usciva con un altro ragazzo. Venuta a conoscenza della verità, Raymond si reca a casa di Claire, si riconcilia con Aquamarine e promettono felicemente di rivedersi alla festa.
Aquamarine e Raymond si uniscono alla festa e ballano insieme, ma lei è costretta ad andarsene prima del tramonto, per evitare che le sue gambe si trasformano in una coda. Prima di andarsene però, Aquamarine e Raymond si baciano, e quest'ultimo chiede di incontrarla al mattino sul molo. Cecilia segue le ragazze fino al serbatoio d'acqua dove alloggia Aquamarine, scoprendo il suo segreto e la rinchiude nel serbatoio. Dopo aver fatto ciò, sgancia la scala per impedire ad Aquamarine di fuggire e chiama il telegiornale per smascherarla e metterla in imbarazzo davanti alla televisione nazionale.
Leonard, il tuttofare della città considerato strano da Hailey e Claire a causa del suo comportamento eccentrico, dopo aver trovato un ciondolo di Aquamarine con dei simboli presenti solo nei miti marini e aver sentito Cecilia parlare della sirena la sera precedente, si insospettisce e si dirige verso il serbatoio d'acqua. Qui libera Aquamarine, scoprendo così il suo segreto, e la aiuta a fuggire, offrendole rifugio a casa sua. Aquamarine, dopo aver ringraziato Leonard per il suo aiuto, esaudisce un desiderio dell'uomo: aiutarlo a esprimere i suoi sentimenti a una donna che lavora nel suo stesso posto. Nel frattempo, il padre di Cecilia confisca furiosamente la sua auto come punizione per averlo messo in imbarazzo davanti alla televisione nazionale e per aver cercato di rivelare che Aquamarine è una sirena, il che provoca le risate degli astanti e infastidisce Cecilia.
La mattina seguente, Aquamarine chiede a Raymond se la ama. Raymond risponde che le piace, ma non si è ancora innamorato completamente di lei, dato che hanno avuto solo un appuntamento. Ciò non significa che non le tenga a cuore; vorrebbe solo un po' di tempo per conoscerla meglio. Aquamarine, con il cuore spezzato, viene interrotta da Cecilia, accecata dalla gelosia, che la spinge nell'oceano. In quel momento, Aquamarine si trasforma di nuovo in sirena. Nonostante lo stupore, Raymond si precipita a prendere la sua tavola di salvataggio per salvarla, suscitando grande sgomento in Cecilia.
Il padre di Acquamarine evoca una gigantesca tempesta, cercando di trascinarla con forza verso casa, ma Hailey e Claire si tuffano nell'oceano per aiutarla. Quando Acquamarina chiede loro perché siano disposte a rischiare la propria vita per salvarla, rispondono che le vogliono bene. Il potere dell'amicizia delle ragazze convince finalmente il padre di Acquamarina dell'esistenza dell'amore e la tempesta si placa. Le ragazze quindi ricevono il loro desiderio, ma decidono di non utilizzarlo, rendendosi conto del grande sforzo che la madre di Hailey ha fatto per il suo lavoro. Così, decidono di mantenere il desiderio e salutano Acquamarina, che promette di far loro visita. Raymond raggiunge Acquamarina e le confida che, nonostante la sorpresa per la rivelazione, tiene a lei e le chiede di venire a trovarlo. I due si scambiano un bacio. Tornato a riva, Raymond ringrazia le ragazze per il loro coraggio e per averlo presentato ad Acquamarina. Hailey e Claire si dicono che si mancheranno e si preparano a separarsi.
Durante i titoli di coda, si rivela che Claire, Raymond e Acquamarina si incontrano con Hailey in Australia un anno dopo ed esplorano insieme la Grande Barriera Corallina.

## Colonna sonora
1. Cheyenne Kimball – One Original Thing
2. Nikki Flores – Strike
3. Sara Paxton – Connected
4. Teddy Geiger – Gentleman
5. Teitur – One and Only
6. Atomic Kitten – Right Now
7. Emma Roberts – Island in the Sun
8. Jonas Brothers – Time For Me To Fly
9. Courtney Jaye – Can't Behave
10. Nikki Cleary – Summertime Guys
11. Mandy Moore – One Way or Another
12. Stellastarr – Sweet Troubled Soul
13. BodyRockers – I Like the Way You Move

## Slogan promozionali
- «A Fish-Out-Of-Water Comedy.»
- «Una sirena fuor d'acqua.»

## Scene eliminate
- Aquamarine impara a usare le gambe;
- Claire, Hailey e Aquamarine escogitano un piano (Aquamarine entra nel bagno degli uomini);
- Claire, Hailey e Aquamarine si preparano per gli Ultimi Spruzzi;
- Claire sfoglia il suo album di foto;
- Claire avverte Hailey che Aquamarine è nei guai;
- La punizione di Cecilia;